# 傑伊·麥克倫尼

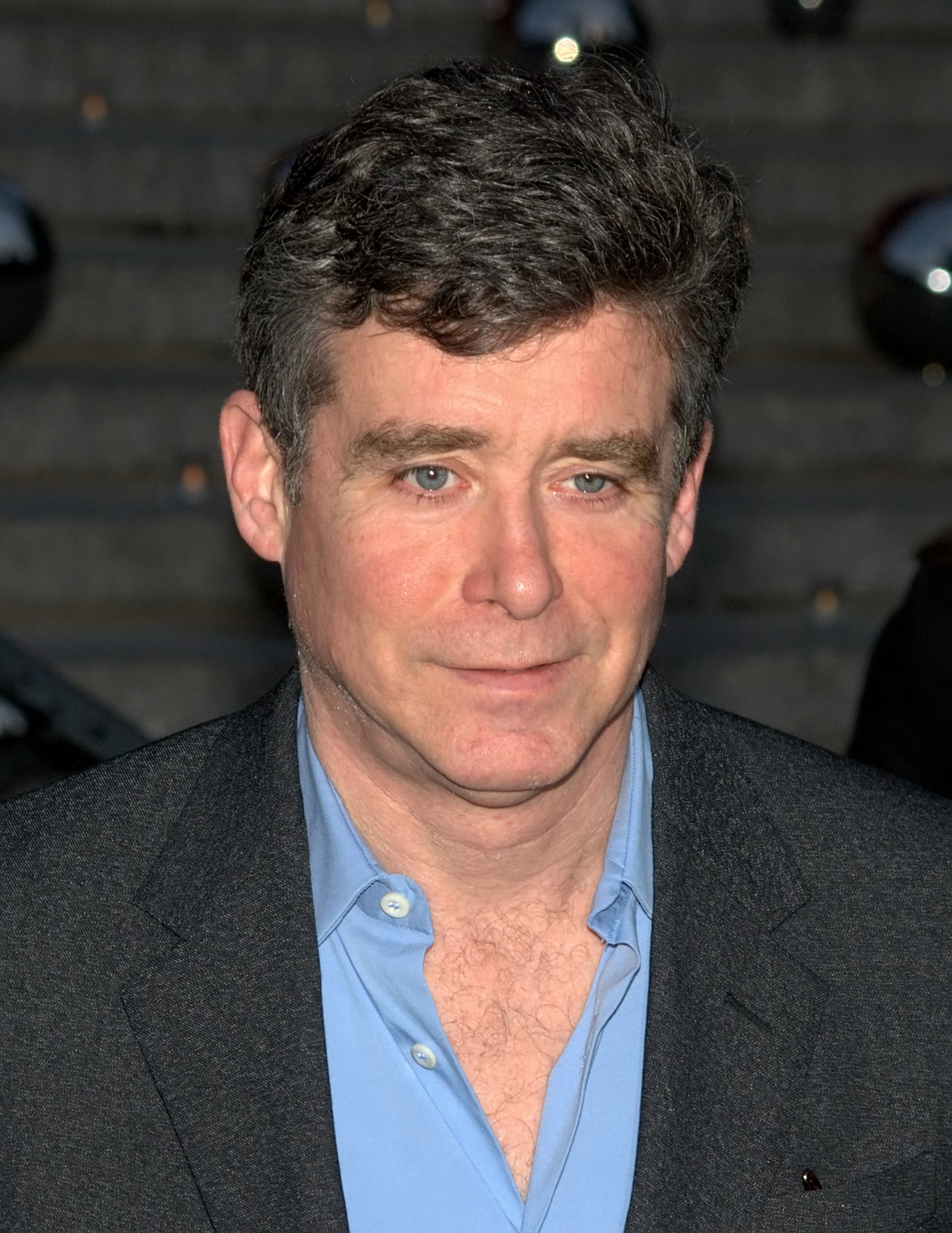
傑·麥克倫尼

小約翰·巴雷特·“傑”·麥克倫尼（John Barrett "Jay" McInerney Jr.，1955年1月13日—），美國作家，出生於哈特福。他的小說包括《燈紅酒綠》（Bright Lights, Big City）、《Story of My Life》等，並寫作由燈紅酒綠改編而成的劇本；並參與電視影集《霓裳情挑》（Gia）的劇本創作。傑同時是《家居與園藝》（House & Garden）雜誌的酒類專欄作家。他最近的小說為2006年出版的《The Good Life》。